# Ivan Herceg
Ivan Herceg (Zagreb, 2. studenog 1981.) hrvatski je filmski, televizijski i kazališni glumac.

## Životopis

### Karijera
Pohađao je zagrebačku III. gimnaziju, a glumu je upisao 2000.-e godine iz drugog pokušaja. Diplomirao je istu 2009. godine na Akademiji dramskih umjetnosti u Zagrebu.

### Privatni život
Stariji je brat hrvatske pjevačice Ive Herceg. Osim Ive, ima i mlađeg brata Josipa.

## Filmografija

### Televizijske uloge
| Godina        | Naslov             | Uloga               | Bilješke                    |
| ------------- | ------------------ | ------------------- | --------------------------- |
| 2005.         | Kad zvoni?         | Zvonko              | gostujuća uloga             |
| 2007.         | Cimmer fraj        | Frenki              | gostujuća uloga             |
| 2009. – 2010. | Dolina sunca       | Kristijan Vitezović | glavna uloga                |
| 2010. – 2011. | Najbolje godine    | Dino Popović        | antagonist                  |
| 2011. – 2013. | Larin izbor        | Jakov 'Jaša' Zlatar | glavna uloga                |
| 2014. – 2015. | Kud puklo da puklo | vlč. Mirko Komadina | sporedna uloga              |
| 2016. – 2017. | Zlatni dvori       | Mladen Kozarac      | sporedna uloga              |
| 2017.         | Čista ljubav       | Tomo Vitez          | glavna uloga (1. – 78. ep.) |

### Filmske uloge
| Godina | Naslov                        | Uloga               | Bilješke                |
| ------ | ----------------------------- | ------------------- | ----------------------- |
| 2003.  | Tu                            | Karlo               |                         |
| 2007.  | Pjevajte nešto ljubavno       | Struja              |                         |
| 2007.  | Žena bez tijela               | Martin              |                         |
| 2008.  | Nije kraj                     | Martin              |                         |
| 2011.  | Lea i Darija                  | Profesor matematike | scene izbačene iz filma |
| 2012.  | Larin izbor: Izgubljeni princ | Jakov 'Jaša' Zlatar |                         |

### Kazališne uloge
- 2006. Eshil: Orestija, režija: Ozren Prohić, Dubrovačke ljetne igre, uloga: Orest

### Sinkronizacija
- "Zvončica i gusarska vila" kao Kapetan Kuka (2014.)

## Vanjske poveznice
- Ivan Herceg u internetskoj bazi filmova IMDb-u (engl.)